# Superettan
Superettan è il secondo torneo professionistico del campionato svedese di calcio. Comprende 16 squadre.

## Storia recente
L'attuale format venne creato nel 2000. In precedenza la seconda divisione svedese era chiamata Division 1, nome successivamente assunto dalla terza divisione e nei primi anni era articolato su due gironi con le vincenti promosse, mentre le seconde accedevano ad un playoff-playout con due squadre della divisione superiore.

## Format
Il campionato, che generalmente inizia in aprile e si conclude in ottobre, prevede un girone all'italiana con partite di andata e ritorno, per un totale di 30 giornate. Al termine della stagione le prime due classificate vengono promosse direttamente in Allsvenskan, e le due ultime classificate retrocedono direttamente in Division 1. Inoltre, la terza classificata disputa uno spareggio promozione-retrocessione con la terzultima classificata in Allsvenskan, mentre la terzultima e la quartultima disputano gli spareggi promozione-retrocessione con le seconde classificate dei due gironi di Division 1.

## Albo d'oro

### Superettan: 2000 - presente
| Stagione | Vincitore        | Altre promozioni          |
| -------- | ---------------- | ------------------------- |
| 2000     | Djurgården       | Malmö FF                  |
| 2001     | Kalmar           | Landskrona BoIS           |
| 2002     | Öster            | Enköpings SK              |
| 2003     | Kalmar           | Trelleborg                |
| 2004     | Häcken           | Gefle                     |
| 2005     | AIK              | Öster GAIS                |
| 2006     | Trelleborg       | Örebro Brommapojkarna     |
| 2007     | IFK Norrköping   | Ljungskile GIF Sundsvall  |
| 2008     | Örgryte          | Häcken Brommapojkarna     |
| 2009     | Mjällby          | Åtvidaberg                |
| 2010     | Syrianska        | IFK Norrköping            |
| 2011     | Åtvidaberg       | GIF Sundsvall             |
| 2012     | Öster            | Brommapojkarna Halmstad   |
| 2013     | Falkenberg       | Örebro                    |
| 2014     | Hammarby         | GIF Sundsvall             |
| 2015     | Jönköpings Södra | Östersund                 |
| 2016     | Sirius           | AFC United Halmstad       |
| 2017     | Brommapojkarna   | Dalkurd Trelleborg        |
| 2018     | Helsingborg      | Falkenberg AFC Eskilstuna |
| 2019     | Mjällby          | Varberg                   |
| 2020     | Halmstad         | Degerfors                 |
| 2021     | IFK Värnamo      | GIF Sundsvall Helsingborg |
| 2022     | Brommapojkarna   | Halmstad                  |
| 2023     | Västerås SK      | GAIS                      |
| 2024     | Degerfors        | Öster                     |